# 耶格羅斯

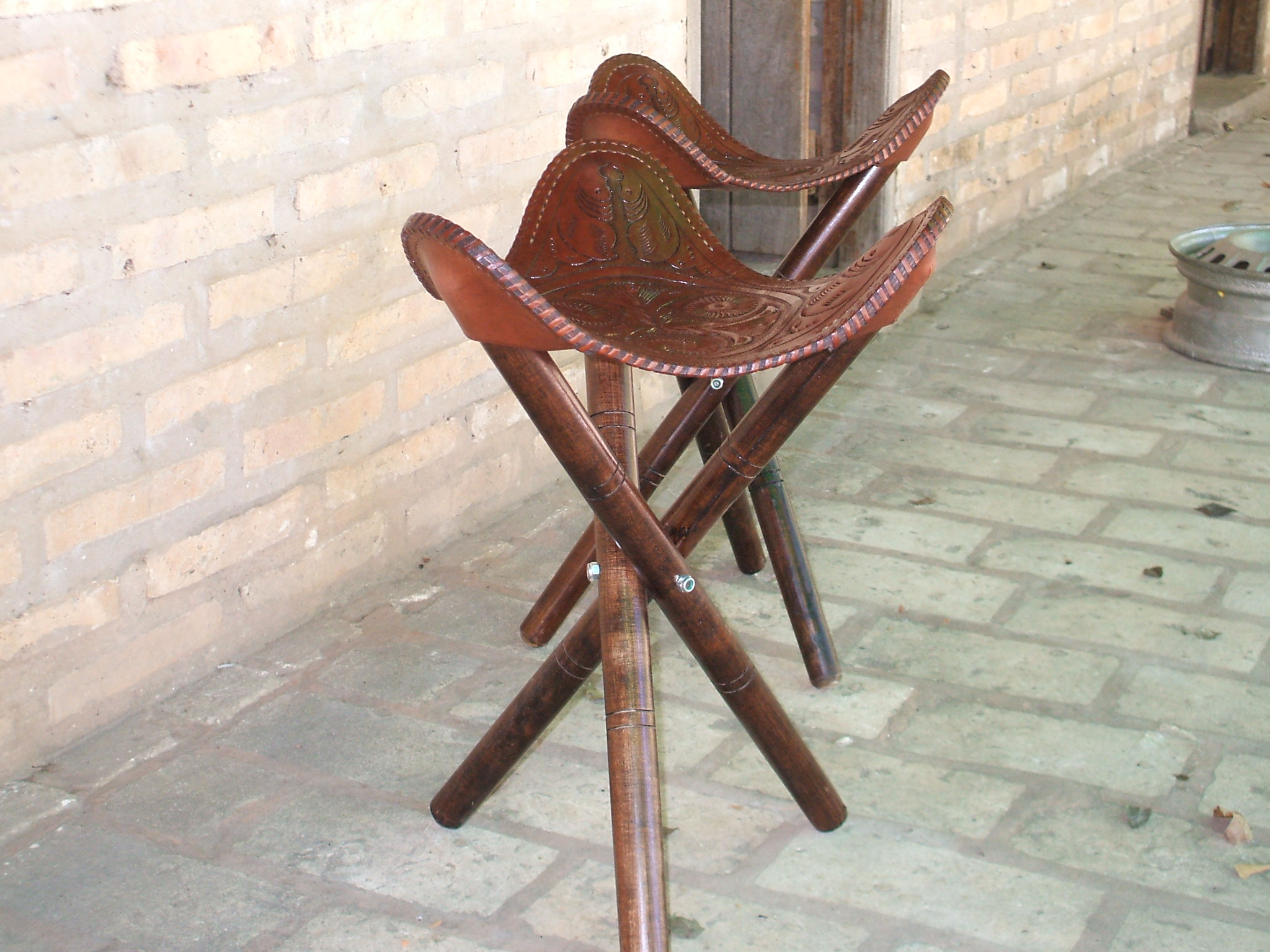

耶格羅斯（西班牙語：Yegros），是巴拉圭的城鎮，位於該國東南部，由卡薩帕省負責管轄，始建於1891年12月17日，距離亞松森283公里，面積872平方公里，海拔高度105米，2002年人口6,212，人口密度每平方公里6.8人。该城镇得名于巴拉圭独立初期的国家元首富尔亨西奥·耶格罗斯。